# Бестерек (петроглифы)
Петроглифы Бестерек — группа наскальных изображений, датируемых концом эпохи бронзы-эпохой раннего железа; археологический памятник местного значения.
Выбитые на плоских участках скалистого сланца (процарапанные или прошлифованные) и окрашенные красной охрой рисунки встречаются в окрестностях села Бестерек Уланского района Восточно-Казахстанской области Казахстана (в урочищах Токсанбай, Кошанай, Тулеке, Камысты, Карымсак, на хребте Калбе) и непосредственно в селе Бестерек, — на его северной оконечности.
Рисунки изображают животных (козлов, оленей, лошадей) и людей (сцены боя, казни, охоты; в одном из рисунков можно предположить «человека с тачкой или лопатой»). В некоторых рисунках можно различить лишь россыпь простых геометрических фигур: треугольников, четерёхугольников, крестов, линий, штрихов и т. п..
По плотности встречающихся довольно разбросанно рисунков особенно выделяют подгруппы петроглифов «Бестерек I» — в 12 км к северо-северо-западу от села Бестерек, у бывшего рудника Медведа, и «Бестерек II» — растягивающуюся на расстояние от 1 до 10 км к северо-северо-востоку от него.
Петроглифы Бестерек подробно исследованы в 1980-е годы в ходе археологических экспедиций АН Казахстана, под руководством З. Самашева, — уроженца Бестерека.